# オーストロネシア語族

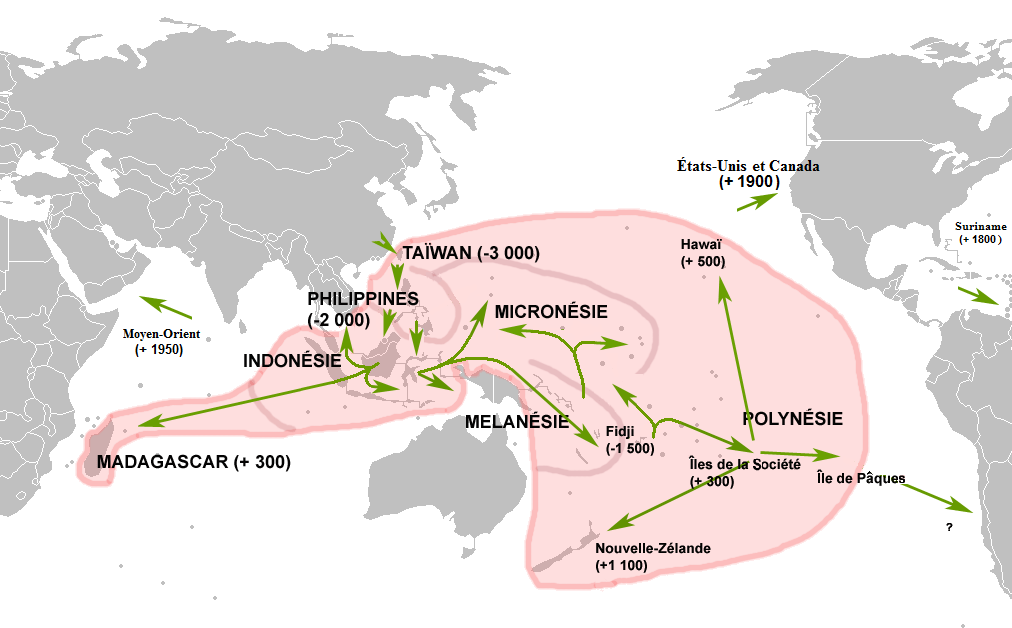
オーストロネシア語族の拡散。台湾からフィリピン、インドネシア、太平洋、インド洋へと拡散した

オーストロネシア語族（オーストロネシアごぞく）は、台湾から東南アジア島嶼部、太平洋の島々、マダガスカルに広がる語族である。アウストロネシア語族とも。日本語では南島語族とも訳される。台湾諸語が言語学的にもっとも古い形を保っているとされる。
かつてはマレー・ポリネシア語族と呼ばれていたが、台湾諸語との類縁性が証明され、オーストロネシア語族と呼ぶようになった。
考古学的な証拠と併せて、オーストロネシア語族は、台湾から、東南アジアからフィリピン、インドネシア、マレー半島に南下し、西暦 5 世紀にインド洋を越えてマダガスカル島に達し、さらに東の太平洋の島々やニュージーランドへ拡散したとされる。パプアニューギニアへの拡散は北側沿岸の低地へ限定された。
- パプアニューギニアの大部分（パプア諸語）とオーストラリアの原住民の言語（オーストラリア・アボリジニ諸語）は、オーストロネシア語族ではない。

## 概要
オーストロネシア語族は1000前後の言語から構成され、西はマダガスカルから東はイースター島、南はニュージーランドから北は台湾までと非常に広く分布している。おそらく6000年ほど前に、オーストロネシア祖語から分岐を開始した。

## 地域別状況

### インドネシア
話者数が最も多いのはインドネシアで、国語と定められているインドネシア語はマレー語をもとにして人工的に作られた言語である。各地域にはジャワ語、スンダ語、マドゥラ語、ミナンカバウ語、バリ語、ブギス語、マカッサル語、アチェ語などが分布しているが、インドネシア語はこれらマレー系諸言語の新しい共通語として制定された。マレー語がインドネシアの共通語となった歴史的背景としては 15 世紀から 16 世紀初頭にかけてマレー半島南岸に繁栄したマラッカ王国の影響が挙げられる。マラッカ王国からイスラームが広がり、その言語が商業用語としても広く用いられたからである。
ジャワ語の母語話者数は圧倒的だがジャワ語を国語に選定すると、マジョリティのジャワ人の優位性を助長すること、難解な敬語表現の学習の難しさ、また敬語を重視するのは新国家で謳う自由平等にふさわしくないということなどで採用されなかった。

### マレーシア
マレーシアの国語はバハサ・マレーシア（マレーシア語）で、この国で話されている標準的なマレー語をマレーシア語として2007年に制定したものである。従来の「マレー語」は広義ではインドネシア語を含むことがあるが、国名を入れたことにより区別が明確になった。
マレーシア語とインドネシア語は極めて共通する部分が多いと言われる。しかし植民地時代の宗主国言語の違いによる借用語の違いや、インドネシア語制定以前から話していた母語であるジャワ語、ブタウィ語など地方語の流入により、両国で実際に使われる言葉では非共通の部分も多い。

### フィリピン
フィリピンの共通語はルソン島南部のマレー系言語であるタガログ語だが、フィリピンも各地域にセブアノ語、イロコス語、パンガシナン語などマレー系言語が分布している。なお、タガログ語は、マニラ首都圏などルソン島中南部一帯で話されているものを標準化し、1987年にフィリピン語として英語とともに公用語として憲法に定められた。

### インドシナ半島
マレー系言語はインドシナ半島にも分布する。古くからチャンパ王国を建国したチャム族の言語チャム語である。チャンパ王国はベトナムに滅ぼされたが、民族としてのチャム族はベトナム中部からカンボジアに今も存続している。

### マダガスカル
アフリカ東部のマダガスカルにまでマレー系言語が分布しているのは驚くべきことだが、これは海洋民族であるマレー系民族の移住によるものである。距離が遠く離れているにもかかわらず、マダガスカル語（マラガシー語）とマレー語との言語学的な親縁関係は強いとされる。マダガスカルのマレー系民族（マラガシー人種）は人種的にはアフリカ黒人のバンツー民族と混血していて、言語にもその影響が見られる。

### 台湾
オーストロネシア語族の祖形を残す台湾原住民（中国語では高山族、日本語では高砂族）諸部族の言語はアタヤル語（タイヤル語）群、ツォウ語群、パイワン語群に大別され、このうちパイワン語群に属するアミ語の話者が10万人前後と最も多く、その他の言語の話者は数千人以下である。現代の台湾人は殆どが人口の対部分である原住民と混血されているが、台湾政府によって中国語（主に北京語、台湾語）の使用が殆どであり、原住民言語は消滅する傾向がある。しかし近年原住民言語の語学教育が学校で行われている。

### その他
太平洋のオーストロネシア語族（海洋系）はニューギニア北部沿岸地域の言語から派生した。メラネシア系とポリネシア系に大別され、前者から後者が派生した。メラネシア系は中部太平洋のソロモン諸島、ニューヘブリディーズ諸島（バヌアツ）、フィジーなどに分布し、ポリネシア系はアメリカ合衆国のハワイ諸島、チリのイースター島、サモア、トンガ、ニュージーランドに分布する。ニュージーランドのポリネシア系原住民マオリ族の言語がオーストロネシア語族の南限となる。

## 分類
言語学的な分類は言語学者によって諸説あるが、ここでは有力な分類を紹介する。なお、どの分類でもオーストロネシア語族はまず台湾諸語とマレー・ポリネシア語派の2つに分けて考えられる。ただし最新の系統解析では台湾諸語は側系統群である。

### 台湾諸語
- アタヤル語群（タイヤル語群）
  - タイヤル語（アタヤル語）
  - セデック語
- ツォウ語群
  - ツォウ語
  - ルカイ語
- パイワン語群
  - アミ語
  - ブヌン語

### マレー・ポリネシア語派

#### フィリピン諸語
フィリピン諸語は、北は台湾沖の蘭嶼から、南はボルネオ北部まで分布している。
- 北部フィリピン諸語
  - バタン諸語（英語版）
    - タオ語（ヤミ語）

  - 北部ルソン諸語（英語版）
    - イロカノ語

  - 中央ルソン諸語（英語版）
    - パンパンガ語
- 中央フィリピン諸語（英語版）
  - タガログ語
  - フィリピン語
  - ヴィサヤ諸語（英語版）
    - セブアノ語
    - ワライ語
    - ビコール語
    - ヒリガイノン語（イロンゴ語）
    - タウスグ語

  - パラワン語群（英語版）
- カラミア諸語（英語版） (Calamian Tagbanwa) - Tagbanwa people
  - en:Aborlan Tagbanwa language
  - en:Calamian Tagbanwa language
  - en:Central Tagbanwa language
  - en:Agutaynen language
- ミンダナオ諸語（英語版）（南部フィリピン諸語）
  - ダナオ諸語（英語版）
    - マギンダナオ語
    - マラナオ語
- サンギリック語群（英語版）
- ミナハサン語群（英語版）

#### サマ・バジャウ諸語
サマ・バジャウ諸語はスールー諸島やボルネオ島に住むバジャウ族の言語であり、研究者によってはフィリピン諸語と同じグループに分類されることもある。

#### ボルネオ諸語
ボルネオ諸語は主にボルネオ島北部に分布する言葉であるが、マダガスカル語もこのグループに属する。
- サバ諸語（英語版）
- バリト諸語（英語版）
  - 東バリト諸語（英語版）
    - マダガスカル語

  - 西バリト諸語（英語版）
  - マハカム諸語（英語版）
- 北サラワク諸語（英語版）

#### 中核マレー・ポリネシア語群
中核マレー・ポリネシア語群はオーストロネシア語族最大のグループであり、海南島やスマトラ島からハワイ諸島、イースター島まで分布している。
- スンダ・スラウェシ語群（西マレー・ポリネシア語群）
  - マレー・スンバワ諸語（英語版）
    - ジャワ語
    - スンダ語
    - マドゥラ語
    - アチェ・チャム諸語
      - アチェ語
      - チャム語
      - 回輝語

    - バリ・ササク諸語（英語版）
      - バリ語
      - ササク語

    - 北西スマトラ諸語（英語版）
      - バタク語
      - ニアス語
      - ガヨ語

    - マライック諸語（英語版）
      - バンジャル語
      - マレー語
      - インドネシア語

  - 南スラウェシ諸語（英語版）
    - マカッサル語
    - ブギス語

  - セレベス諸語（英語版）
    - サルアン・バンガイ諸語（英語版）
    - カイリ・パモナ諸語（英語版）
    - ブンク・トラキ諸語（英語版）
    - ウォトゥ・ウォリオ諸語（英語版）
    - ムナ・ブトゥン諸語（英語版）
      - チアチア語
      - ムナ語（英語版）

  - パラオ語
  - チャモロ語
- 中東部マレー・ポリネシア語群（英語版）
  - スンバ・フローレス諸語（英語版）
  - 中央マルク諸語（英語版）
  - ティモール・バベル諸語（英語版）
    - テトゥン語

  - 大洋州諸語（オセアニア諸語）[注釈 3]
    - 西大洋州諸語
      - 北部ニューギニア諸語（英語版）
        - アヌス語

      - Papuan Tip languages
        - 中央パプア諸語（英語版）
          - モトゥ語（英語版） - モトゥ語を基にしたピジン言語はヒリモトゥ語

        - Kilivila languages
          - ブディブド語（英語版）
          - キリヴィラ語
          - ムユウ語（英語版）

    - 中部メラネシア諸語（英語版）
      - 南東ソロモン諸語（英語版）
      - ニューアイルランド諸語（英語版）
        - クアヌア語（トライ語）

    - アドミラルティ諸島諸語
    - ヤップ語 ※アドミラルティ諸島諸語に含める説もある
    - テモツ諸語（英語版）
      - リーフ諸島諸語（英語版）
        - ナング語（英語版）
        - エイウォ語

      - ウトゥプア・バニコロ諸語
        - ウトゥプア諸語（英語版）
          - アンバ語（英語版）
          - アスンボア語（英語版）
          - タニビリ語（英語版）

        - バニコロ諸語（英語版）
          - ロヴォノ語（英語版）
          - タネマ語（英語版）

    - 南大洋州諸語（英語版）
    - ミクロネシア諸語
      - ナウル語
      - キリバス語
      - 中核ミクロネシア諸語
        - マーシャル語
        - コスラエ語
        - ポンペイ語
        - チューク諸語（英語版）
          - チューク語
          - カロリン語
          - ソンソロール語
          - トビ語

    - 中央太平洋諸語（フィジー・ポリネシア諸語）
      - 東フィジー諸語
        - フィジー語

      - 西フィジー・ロツマ諸語
        - ロツマ語

      - ポリネシア諸語
        - トンガ諸語（英語版）
          - トンガ語
          - ニウエ語

        - 中核ポリネシア諸語（英語版）
          - サモア諸語（英語版）（サモア・域外諸語）
            - 東ウベア・ニウアフォオウ諸語
              - ウォリス語（東ウベア語）
              - ニウアフォオウ語

            - プカプカ語
            - サモア語
            - トケラウ語
            - ニウアトプタプ語（英語版）
            - エリス諸語
              - ツバル語
              - カピンガマランギ語（ ミクロネシア連邦ポンペイ州カピンガマランギ環礁）
              - ヌクオロ語（ ミクロネシア連邦ポンペイ州ヌクオロ環礁）
              - ヌクリア語（英語版）（ パプアニューギニアブーゲンビル自治州ヌグリア環礁（英語版））
              - タクー語（英語版）（ パプアニューギニアブーゲンビル自治州タクー環礁）
              - ヌクマヌ語（英語版）（ パプアニューギニアブーゲンビル自治州ヌクマヌ環礁）
              - オントンジャワ語（ ソロモン諸島マライタ州オントンジャワ環礁）
              - シカイアナ語（英語版）（ ソロモン諸島マライタ州シカイアナ環礁）

            - フトゥナ諸語
              - フトゥナ語
              - レンネル語（英語版）（ ソロモン諸島レンネル・ベローナ州）
              - ビカウ・タウマコ語（英語版）（ ソロモン諸島テモツ州サンタクルーズ諸島ダフ諸島（英語版））
              - ティコピア語（英語版）（ ソロモン諸島テモツ州サンタクルーズ諸島ティコピア島）
              - アヌータ語（英語版）（ ソロモン諸島テモツ州サンタクルーズ諸島アヌータ島（英語版））
              - エマエ語（英語版）（ バヌアツシェファ州エマエ島）
              - メレ・フィラ語（英語版）（ バヌアツシェファ州エファテ島）
              - フトゥナ・アニワ語（英語版）（ バヌアツタフェア州アニワ島（英語版）、フトゥナ島（英語版））
              - 西ウベア語（英語版）（ ニューカレドニアロイヤルティ諸島ウベア島）

          - 東ポリネシア諸語（中東部ポリネシア諸語）
            - マルキーズ諸語
              - マルキーズ語
              - マンガレバ語
              - ハワイ語

            - タヒチ諸語
              - タヒチ語
              - オーストラル語
              - ラパ語
              - トゥアモトゥ語
              - ラロトンガ語
              - ラカハンガ・マニヒキ語
              - ペンリン語
              - マオリ語
              - モリオリ語（英語版）

            - ラパ・ヌイ語（ チリ共和国イースター島）

## 特徴
これらの言語には非常に多様性があり、一般化は難しいが、およそ次のようなことが言える。
- 音韻論的には、音節構造は比較的単純であり、子音＋母音（語末子音もあるが、一部言語では脱落した）からなる言語が多い。ただし台湾やメラネシアの言語では子音の種類がかなり多く多重子音もあって、これは古い特徴に由来する可能性がある。母音は4-5個程度。
- 接辞（接頭辞、接尾辞、接中辞）が単語の派生あるいは文法的機能に関わる。特に単語の内部に挿入される接中辞が特徴的である（現在はこれらの接辞が化石化した言語も多い）。また畳語がよく用いられる。
- 統語的性質からはほぼ3つのグループに分けられる。そのうちの1つ（フィリピン・グループ）は、動詞が文頭に来る語順が基本であり、また格・態の用い方に関して部分的に能格言語的な性格を示す（「焦点」と呼ばれる）。
- 一人称双数・複数には、包括形と排他形（相手を含むかどうかの区別）がある。
- 時制はないが相の区別はある。

## 話者の遺伝子
オーストロネシア語族に関連する遺伝子として、Y染色体ハプログループO1aがあげられる。しかし、Y染色体ハプログループはすべての遺伝子を表すものではなく、ごく一部の遺伝子を表すものである。O1a系統は台湾先住民に66.3%-89.6%、ニアス島で100%など、東南アジアの半島、島嶼部、オセアニアにも高頻度であり、オーストロネシア語族との関連が想定される。またO2a2*系統(xO2a2b-M7, O2a2c1-M134) もオーストロネシア語族と関連しており、スマトラ島のトバ人に55.3%, トンガに41.7%, フィリピンに25.0%観察される。
mtDNAハプログループはハプログループB4a1a（台湾からポリネシアまで広域）、ハプログループE（島嶼部東南アジアが中心）が関連している。

## 日本語との関連
日本語の文法は朝鮮語との類似性が高いが、母音の音韻体系はオーストロネシア語族との類似性が少しある。日本語のこのような特徴は朝鮮半島から南下した言語集団と南方系の言語集団が縄文時代に日本列島で出会い、混交したからであるとする説が唱えられている。しかし、この説は未だに確実な根拠はなく、オーストロネシア語族と日本語がお互い関係あるという説は広く受けられている説ではない。オーストロネシア語族との類似性は偶然の一致だと考えられている。